# ラヴ・カムズ・トゥ・タウン
「ラヴ・カムズ・トゥ・タウン」（原題：When Love Comes to Town）は、U2がB.B.キングとの連名で発表した楽曲。U2が1988年に発表したアルバム『魂の叫び』に収録され、1989年にシングル・カットされた。

## 概要
タイトル曲には、B.B.キングがボーカルとギターで参加している。1987年にダブリンでライブを行ったB.B.が観客の中にU2のメンバーを見つけ、自分のために1曲書いてくれないか頼んだのだが、それが実現した格好。キングはボノの書いた歌詞を「その若さでヘビーな曲を書く」と褒め称え、ボノは改めてキングのギターだけではなく、その歌声の素晴らしさに驚いたのだという。
スタジオ・ヴァージョンはメンフィスのサン・スタジオで録音されたが、映画版『魂の叫び』では、1987年11月24日に行われたテキサス州フォートワース公演でのリハーサルと本番により構成されている。この曲はU2とB.B.キング両方のライヴで演奏されており、B.B.キングによるライヴ・ヴァージョンは、1990年録音のライヴ・アルバム『ライヴ・アット・ジ・アポロ』で聴くことができる。本作は、グラミー賞最優秀ロック・パフォーマンス（グループ）部門にノミネートされた。
Love Townツアーでは、キングはU2と一緒にニュージーランド、日本、ドイツ、オランダを回り、アンコールの際、ステージの登場して「Angel of Harlem」「Love Rescue Me」とともにこの曲を歌った。このU2との共演によってキングの知名度は飛躍的にアップした。

## 収録曲

### 7インチ・シングル
1. "When Love Comes to Town" (U2 with B.B. King) - 4:17
2. "Dancing Barefoot" (U2) - 4:44

### 12インチ・シングル、CDシングル
1. "When Love Comes to Town" (U2 with B.B. King) - 3:31
2. "Dancing Barefoot" (U2) - 4:13
3. "When Love Comes to Town (Live from the Kingdom Mix)" (U2 with B.B. King) - 7:28
4. "God Part II (Hard Metal Dance Mix)" (U2) - 4:46

12インチ・シングルおよびCDシングルは、タイトル曲および「Dancing Barefoot」のショート・ヴァージョンに加えて、リミックス・ヴァージョン2曲を追加収録した内容。

## PV
- 監督：フィル・ジョアノー
- プロデューサー：マイケル・ハムリン
- エクゼティブ・プロデューサー：ポール・マクギネス
- ロケ地：Tarrant County Arena（テキサス州フォート・ワース）
- 撮影日：1987年11月24日
- リリース日：1989年4月

映画『Rattle and Hum』からの映像。ショートヴァージョンとロングヴァージョンに2種類ある。北米とヨーロッパで流された。
Alternate Version
- 監督：フィル・ジョアノー
- ロケ地：アメリカ
- 撮影日：1987年
- リリース日：1989年4月

Alternate Versionには映画『Rattle and Hum』のアウトテイク映像とその他様々なアメリカの映像が使われている。PVはシカゴの43rd Streetにあるthe Checkerboard LoungeとBlues Clubで幕を開け、メンフィス川にかかるヘルナンド・デ・ソト橋、メンフィスのBeale Stにあるエルビス・プレスリーのオリジナル像、オースティンにあるブルーズクラブ・the marquee at Antones、セントルイスにあるゲートウェイ・アーチなどの映像が流れる。また映画『Rattle and Hum』にも登場した1987年11月29日Sun Studiosで行ったレコーディングの様子と1987年11月24日にTarrant County Convention Centerで行ったテキサス州フォート・ワース公演でBBキングと共演した様子の映像も使われている。このPVはオーストラリアとニュージーランドで流された。

## ライブ
キングは自らのライブでこの曲を演奏していたが、U2はZoo TVツアー以来、2008年に一度セロニアス・モンク・ジャズ協会の授賞式でキングと共演した場合を除いて、この曲を封印していた。が、キングが亡くなった直後の2015年5月15日のI&Eツアー・バンクーバー公演で、ボノは「ブルースを愛する人にとって特別な時だ。世界が、偉大なるB.B.キングにさよならを言う日だ。本当に特別なモーメントだ」と断って、22年ぶりにこの曲を演奏した。

## カバー
- ハービー・ハンコック - 『ポシビリティーズ』（2005年）に収録。フィーチャリング・アーティストとして、ジョニー・ラングとジョス・ストーンが参加[13]。

## B面曲

### Dancing Barefoot
パティ・スミス・グループがアルバム『ウェイヴ』（1979年）で発表した楽曲のカヴァーで、オリジナル・アルバム未収録（コンピレーション・アルバム『ザ・ベスト・オブU2 1980-1990』の初回限定盤に収録された）。「スリーサム」という1994年のアメリカ映画のサントラにも収録されている。

### God PartⅡ(Hard Metal Dance Mix)
「God PartⅡ」、そして「Desire (Hollywood Remix)」と並んで『The Joshua Tree』『Rattle and Hum』期と『Actung Baby』期のU2を繋ぐ作品という評価がされている。定説ではLovetownツアーが終わった後に、ボノとエッジがインダストリアル・ミュージックに開眼したことになっているが、アルバムからカットされたシングルにこのようなリミックスが収録されていることからして、『Rattle and Hum』レコーディング時に既に視野に入っていたのではないかという憶測を呼ぶ。

## 評価
- 1989年MTVビデオミュージックアワード最優秀フィルムビデオ賞